# San Juan de la Nava
San Juan de la Nava è un comune spagnolo di 518 abitanti situato nella comunità autonoma di Castiglia e León.